# En la Caravana Mágica
Gustavo Cordera en La Caravana Mágica es el segundo álbum de estudio como solista, perteneciente al cantautor argentino de rock, Gustavo Cordera. Fue editado en octubre de 2010 y cuenta como primer material de su nueva banda, llamada La Caravana Mágica, grupo heterogéneo que fusiona estilos como la cumbia, la música latinoamericana y la rioplatense, con la energía del rock.
El primer corte de difusión de este material, fue la canción «La bomba loca», que rápidamente, se posicionó como uno de los sencillos más éxitos de Argentina en ese año. También se destacan el sencillo «Asalto de Cumbia», cuyo videoclip oficial, fue rodado en Avellaneda y recorre los primeros años del músico.
Este material contaría con la participación de Palito Ortega, es la canción «No es que sea viejo».

## Lista de canciones

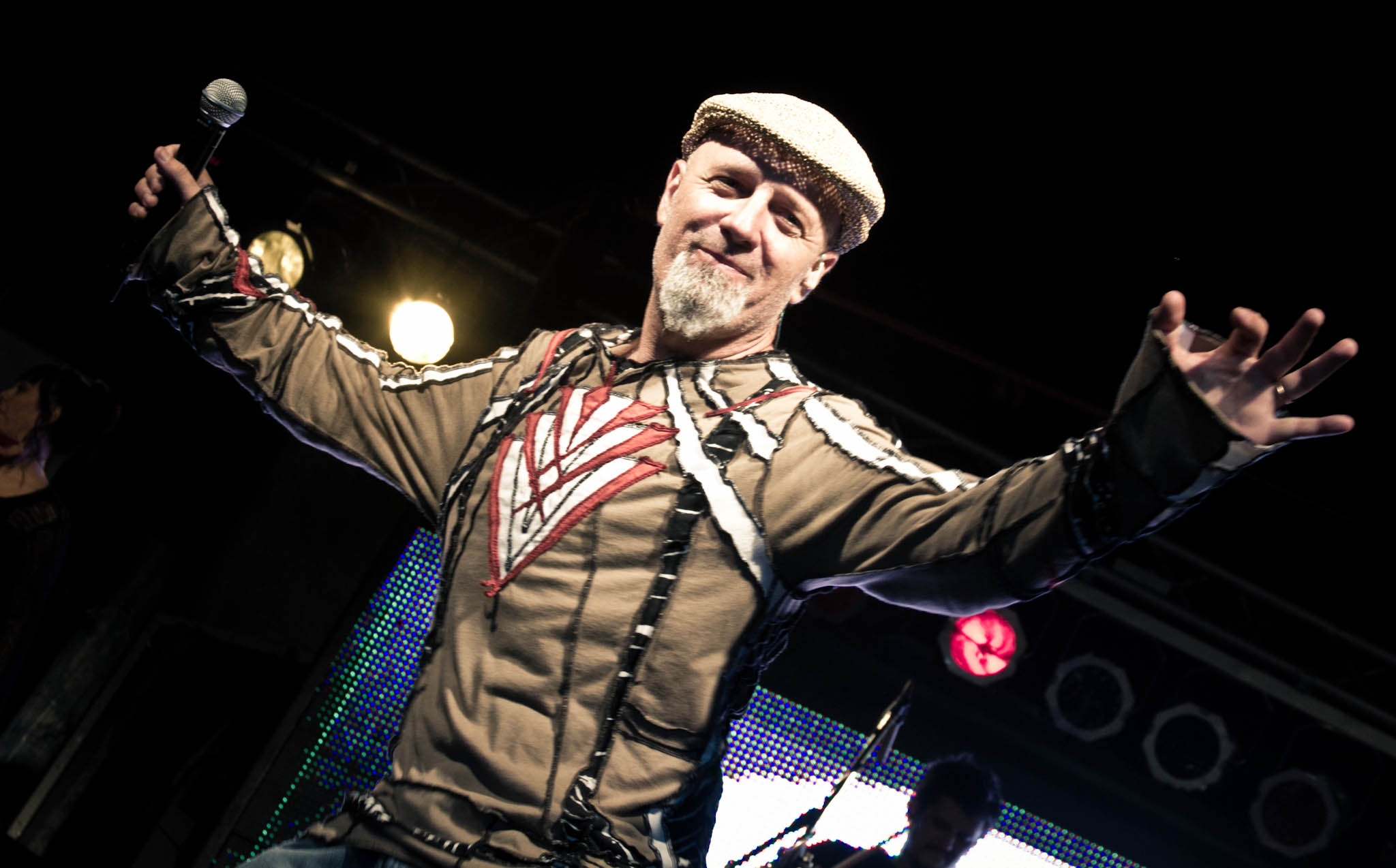
Gustavo Cordera y La Caravana Mágica, 2011.

1. «No es que sea viejo»
2. «Es real»
3. «La bomba loca»
4. «Huguito»
5. «Asalto de cumbia»
6. «Se cae»
7. «Iridiscencia»
8. «El Lisiadito»
9. «Acerca de la Muerte»
10. «La retirada»

## Videoclips
- «La bomba loca» (5:35)
- «Asalto de cumbia» (7:01)

## Personal
- Gustavo Cordera, voz, guitarra.
- Pepe Oreggioni, bajo y coros.
- Chacho Piriz, guitarra criolla y coros.
- Licina Picón, piano, teclados y coros.
- Daniela González, coros.
- Meni Sbarbati, coros.
- Stella Céspedes, voz y coros.
- Matías Ruiz, batería y percusión.
- Matías Méndez, programaciones, percusión y sintetizadores.
- Juanito el Cantor, guitarras, charango, bombo, xilofón, voz y coros.
- Marcelo Predacino, guitarras.
- Soema Montenegro, voz y coros.
- Mariano Parvez, teclados adicionales.
- Palito Ortega, voz invitada.

## Curiosidades
- La canción «Huguito», es un homenaje a un amigo de Cordera, que falleció en marzo de 2009. Es la misma persona, a la que dedicaron la canción «La bolsa», perteneciente al disco de Bersuit Vergarabat, Hijos del culo, en 2000.
- La canción «No es que sea viejo» cuenta con la participación de Palito Ortega.